# Boxbergheide

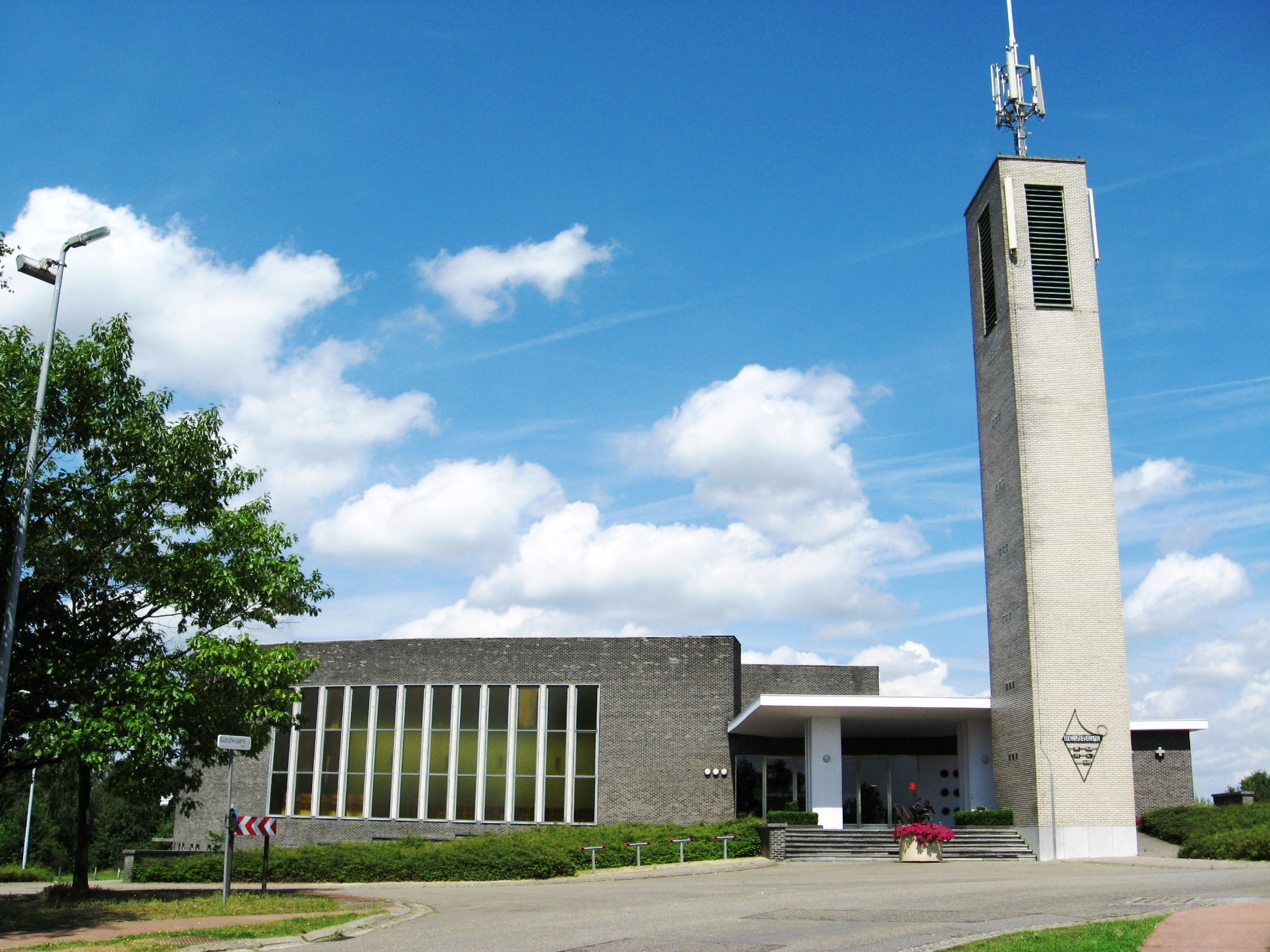
Sint-Jan Baptist de la Sallekerk

Boxbergheide (ook: Boksbergheide) is een wijk in Genk.

## Geschiedenis
De Boxbergheide was de streek van de Vroente, de gemeentelijke reserve voor het vee, voor hout, en plaggen of turf. Vooral na de Tweede Wereldoorlog breidde het gehucht zich uit tot een residentiële woonwijk in het groen, grenzend aan de groene long rond het Domein Bokrijk enerzijds, en de mijn van Winterslag anderzijds. In 1947 werd door de Gewestelijke bouwmaatschappij van de Kleine Landeigendommen "Landwaarts" 142 hectare heidegrond op de Boxbergheide en de Genckerheide gekocht. Hierop werden in 1948 de eerste 50 huizen van de nieuwe wijk gebouwd. De huizen waren met name bedoeld voor mijnwerkers, die er tegen een lage rente een huis konden bouwen.
In 1953 vestigden er zich enkele zusters van de congregatie van Don Bosco om de lagere school uit te bouwen, enkele jaren later aangevuld met een beroepsschool voor (landbouw-)huishoudkunde. Het huidige Immaculata-Instituut voor secundair onderwijs is daaruit gegroeid.
De parochiekerk van Boxbergheide is toegewijd aan de heilige Jan Baptist de la Salle. De kerk werd in 1966-1967 gebouwd naar een ontwerp van de Hasseltse architect Van de Vondel. Tussen 1952 en 1967 had men diensten gehouden in een noodkerk.
De wijk wordt doorsneden door de spoorlijn Hasselt-Genk, maar de stopplaats die een tijdje bestond leverde te weinig reizigers op om deze open te houden. Vanaf Boxbergheide liep een aftakking van de spoorlijn naar de vroegere mijnen Winterslag, Zwartberg en Waterschei.